# Hrabstwo Wood (Wisconsin)

Piramida wieku hrabstwa

Hrabstwo Wood – hrabstwo położone w USA w stanie Wisconsin z siedzibą w mieście Wisconsin Rapids, według spisu z 2009 roku liczba ludności wynosiła 73 932.

## Geografia
Według spisu z 2000 roku hrabstwo zajmuje powierzchnię 809,46 mil2 (2096,49 km²), z czego 792,78 mil2 (2053,29 km²) stanowią lądy, a 16,68 mil2 (43,2 km²) stanowią wody.

### Sąsiednie hrabstwa
- Hrabstwo Marathon
- Hrabstwo Portage
- Hrabstwo Adams
- Hrabstwo Juneau
- Hrabstwo Jackson
- Hrabstwo Clark

### Miasta
- Arpin
- Auburndale
- Cameron
- Cary
- Cranmoor
- Dexter
- Grand Rapids
- Hansen
- Hiles
- Lincoln
- Marshfield – city
- Marshfield – town
- Milladore
- Nekoosa
- Port Edwards
- Pittsville
- Remington
- Richfield
- Rock
- Rudolph
- Saratoga
- Seneca
- Sherry
- Sigel
- Wood
- Wisconsin Rapids

### Wioski
- Arpin
- Auburndale
- Biron
- Hewitt
- Milladore
- Port Edwards
- Rudolph
- Vesper

### CDP
- Babcock
- Lake Wazeecha

## Demografia
Według spisu z roku 2000, hrabstwo zamieszkuje 75 555 osób, które tworzą 30 135 gospodarstw domowych oraz 20 491 rodzin. Gęstość zaludnienia wynosi 32 osoby/km². Na terenie hrabstwa znajduje się 31 691 budynków mieszkalnych tj. 15 budynków/km². 96,43% ludności hrabstwa to ludzie biali, 0,27% to czarni, 0,70% rdzenni Amerykanie, 1,61% Azjaci, 0,01% mieszkańcy z wysp Pacyfiku, 0,30% ludność innych ras, 0,69% ludność wywodząca się z dwóch lub większej liczby ras, 0,94% to osoby hiszpańskojęzyczne lub Latynosi.
W hrabstwie znajduje się 30 135 gospodarstw domowych, z czego w 32,20% z nich znajdują się dzieci poniżej 18 roku życia. 56,70% gospodarstw domowych tworzą małżeństwa mieszkające wspólnie. 8,00% stanowią samotne matki, a 32,00% to osoby samotne. 27,20% wszystkich gospodarstw to gospodarstwa jednoosobowe. W 11,40% znajdują się samotne osoby powyżej 65 roku życia. Średnia wielkość gospodarstwa domowego wynosi 2,47 osoby, a średnia wielkość rodziny to 3,01 osoby.
Wśród mieszkańców hrabstwa 25,70% stanowią osoby poniżej 18 lat, 7,70% osoby z przedziału wiekowego 18-24 lat, 28,40% osoby w wieku od 25 do 44 lat, 22,90% w wieku 45-64 lat i 15,30% osoby, które mają 65 lub więcej lat. Średni wiek wynosi 38 lata. Na każde 100 kobiet przypada 96,10 mężczyzn, a na każde 100 kobiet mających lat 18 lub więcej przypada 93,00 mężczyzn.

## Drogi główne
- U.S. Highway 10
- Highway 13
- Highway 34
- Highway 54
- Highway 73
- Highway 80
- Highway 97
- Highway 173
- Highway 186